# Баричеле (Потенца)
Баричеле (итал. Barricelle) је насеље у Италији у округу Потенца, региону Базиликата.
Према процени из 2011. у насељу је живело 243 становника. Насеље се налази на надморској висини од 672 м.